# Караварио, Калликст
Ка́лликст Карава́рио (итал. Callisto Caravario, 8 июня 1903 или 18 июня 1903, Куорнье, Пьемонт — 25 февраля 1930, Лючжоу, Гуанси-Чжуанский автономный район) — святой Римско-Католической Церкви, священник из монашеского ордена салезианцев, миссионер, мученик. День памяти — 9 июля.

## Биография
В 1914 году Калликст Караварио поступил в салезианскую гимназию в Турине. В 1918 году вступил в новициат монашеского ордена салезианцев. 19.09.1919 года Калликст Караварио принял монашеские обеты. 7 октября 1924 года его направили на католическую миссию в Китай. Прибыв в Шанхай, Калликст Караварио начал изучать китайский язык. 18 мая 1929 года был рукоположен в священника. В феврале 1930 года Калликст Караварио поехал вместе с епископом Луиджи Версилья, выполнявшим пастырскую визитацию, в округ Линьчоу. С ними также поехали две девушки-катехизатора и их воспитанница. 25 февраля 1930 года, когда они находились в безлюдном месте у реки, на них напала банда. При попытке защитить девушек — которым удалось бежать — оба миссионера были зверски избиты. Потом их расстреляли из ненависти к христианской вере.
Калликст Караварио был беатифицирован 15 мая 1983 года Римским папой Иоанном Павлом II и им же канонизирован 1 октября 2000 года в группе ста двадцати китайских мучеников.
День памяти в Католической Церкви — 13 ноября (в ордене салезианцев) и 9 июля (в группе ста двадцати китайских мучеников).

## Источник
- George G. Christian OP, Augustine Zhao Rong and Companions, Martyrs of China, 2005, стр. 60 (англ.)